# Nightcliff
Nightcliff est une banlieue au nord de la ville de Darwin, dans le Territoire du Nord, en Australie.

## Historique
Bien que l’origine du nom Nightcliff ait toujours été entourée de conjectures et de controverses, il semble qu’on puisse remonter son origine au 8 septembre 1839. Ce jour-là, le HMS Beagle, qui était engagé dans une exploration de la côte australienne, a navigué dans la région et a jeté l’ancre dans Shoal Bay près de Hope Inlet. John Lort Stokes, William Forsyth et plusieurs autres membres de l’équipage ont quitté le Beagle sur une chaloupe pour une excursion et ont contourné Lee Point, dans les environs de laquelle il semblait y avoir une ouverture majeure. Stokes devait plus tard raconter :

« La brise marine s’installant tôt, nous ne l’avons atteinte qu’après la tombée de la nuit, lorsque nous avons débarqué pour des observations sur un promontoire escarpé près du point d’entrée est. Nous avons trouvé qu’il était composé d’une sorte d’argile mélangée à de la matière calcaire. Nous avons eu quelques difficultés à débarquer, puis à escalader les falaises à la lumière d’une lanterne. S’il y avait alors un de ces indigènes vigilants à l’affût, il a dû être stupéfait d’observer des personnes aussi étranges que nous qui, à une telle heure de la nuit, sans but apparent, visitaient leurs rivages. »

.
Le terme « Night Cliff » a donc été appliqué à la localité, et il est apparu par la suite sous cette forme sur le plan original de 1869 de l’arpenteur général George W. Goyder. Goyder a également mentionné la localité à quelques reprises dans le journal qu’il a tenu en tant que chef de l’expédition d’arpentage du Territoire du Nord. Malgré ces faits bien établis, beaucoup de gens ont insisté sur le fait que le nom était dérivé d’une faute d’orthographe du nom de John George Knight, qui fut l’un des fonctionnaires du gouvernement les plus connus à Darwin pendant près de deux décennies avant sa mort en 1892. On savait que Knight aimait visiter les environs de Nightcliff et on pense qu’il a passé de longues périodes de contemplation au sommet des falaises. Pas plus tard qu’en 1952, un ancien résident qui avait vécu à Darwin entre 1876 et 1926 écrivit au Northern Territory News insistant sur le fait que la région était connue pendant cette période sous le nom de « Knightscliff ». Il est évident que de nombreux habitants du Territoire du Nord ont préféré cette variante du nom, par déférence à l’une des personnalités publiques locales les plus distinguées de la fin du XIXe siècle. Cependant, les archives montrent que Knight n’est arrivé à Darwin qu’en 1873, plusieurs années après la publication de la carte de Goyder.
Pendant la Seconde Guerre mondiale, l’estran de Nightcliff était le site de camps de la Royal Australian Air Force avec des projecteurs et de gros canons antiaériens utilisés pour défendre Darwin contre les bombardements. En 1941, un avant-poste naval comprenant un grand bunker d’artillerie en béton a été établi sur le promontoire. Diverses autres installations de défense ont été construites à l’intérieur des terres, tandis qu’un grand nombre de militaires s’installaient dans la région. Le 2/14 Field Regiment de l’Australian Infantry Force (AIF) a été chargé de planifier et de construire un camp de baraquements qui est devenu connu sous le nom de « Night Cliff's Camp ». Après la guerre, la pression croissante pour le développement des banlieues a amené le Comité de nomenclature du Territoire du Nord à nommer officiellement la région le 29 octobre 1948. La version jointe du nom, « Nightcliff », a été adoptée.

## Installations

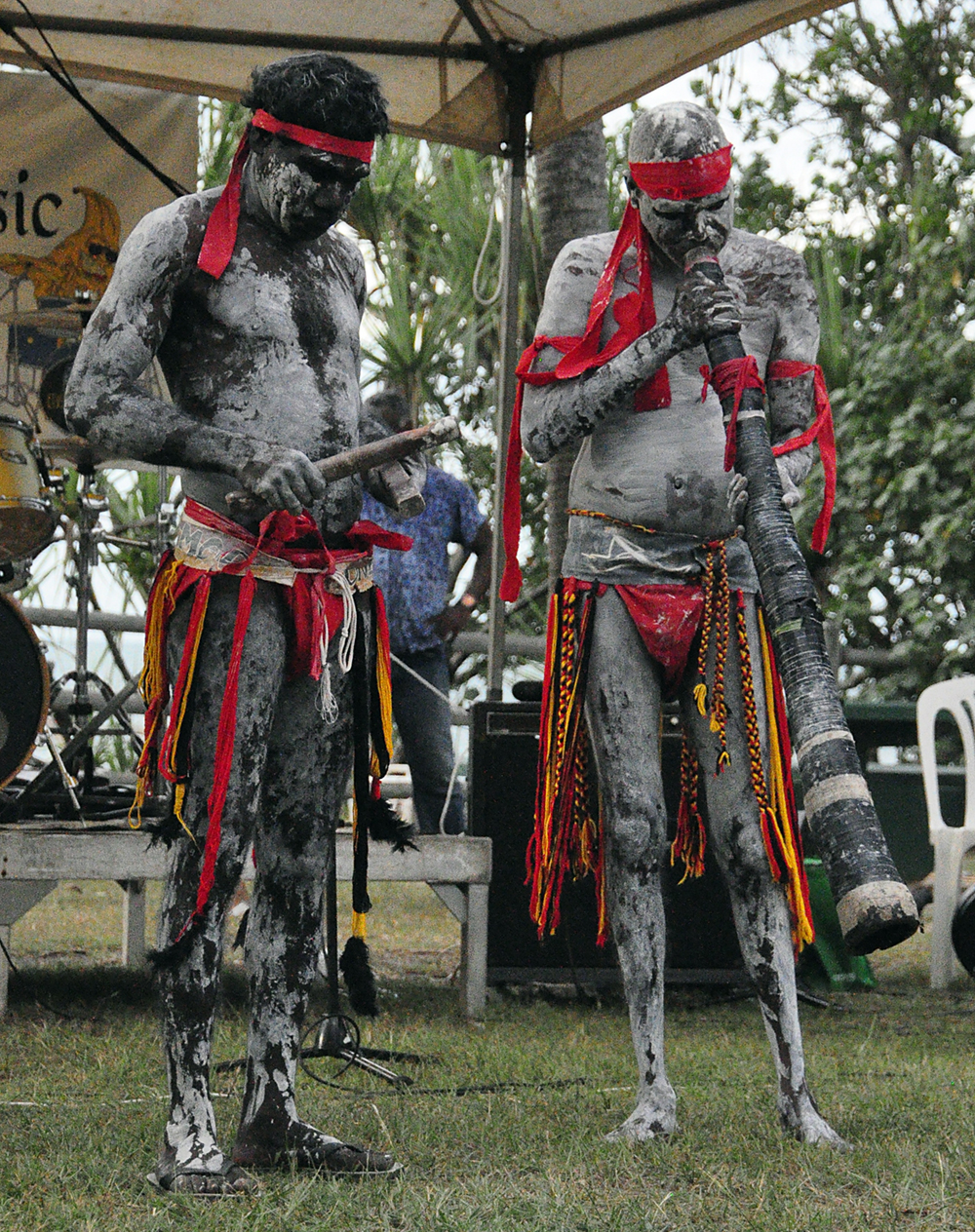
Les joueurs de didjeridoo et clapstick se produisent à Nightcliff, Territoire du Nord

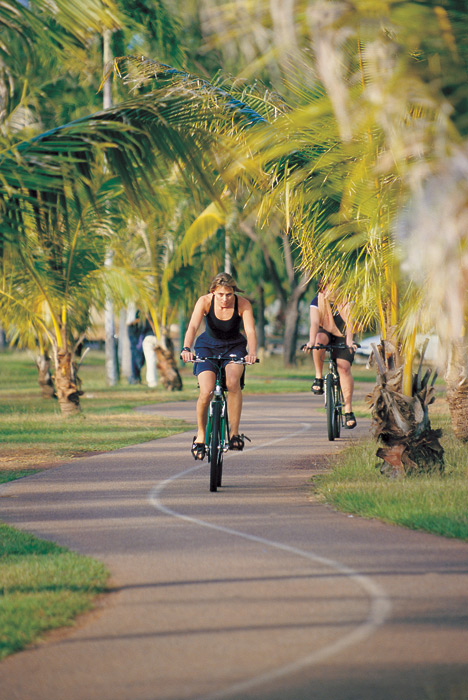
Piste cyclable de Nightcliff

Aujourd’hui, un long sentier pédestre situé le long de l’estran de Nightcliff est utilisé pour la marche et le vélo, en particulier le soir après le travail. Le long du sentier, il y a Nightcliff Jetty (la jetée de Nightcliff), Nightcliff Beach (Nightcliff plage) et Nightcliff Swimming Pool (piscine de Nightcliff).
Le dimanche, les marchés de Nightcliff ont lieu de 6 h à 14 h Les étals des marchés vendent principalement de la nourriture et des boissons, mais il y a aussi des stands d’artisanat et de massage. Un groupe de musique live joue généralement de la musique sur la scène au milieu des marchés.

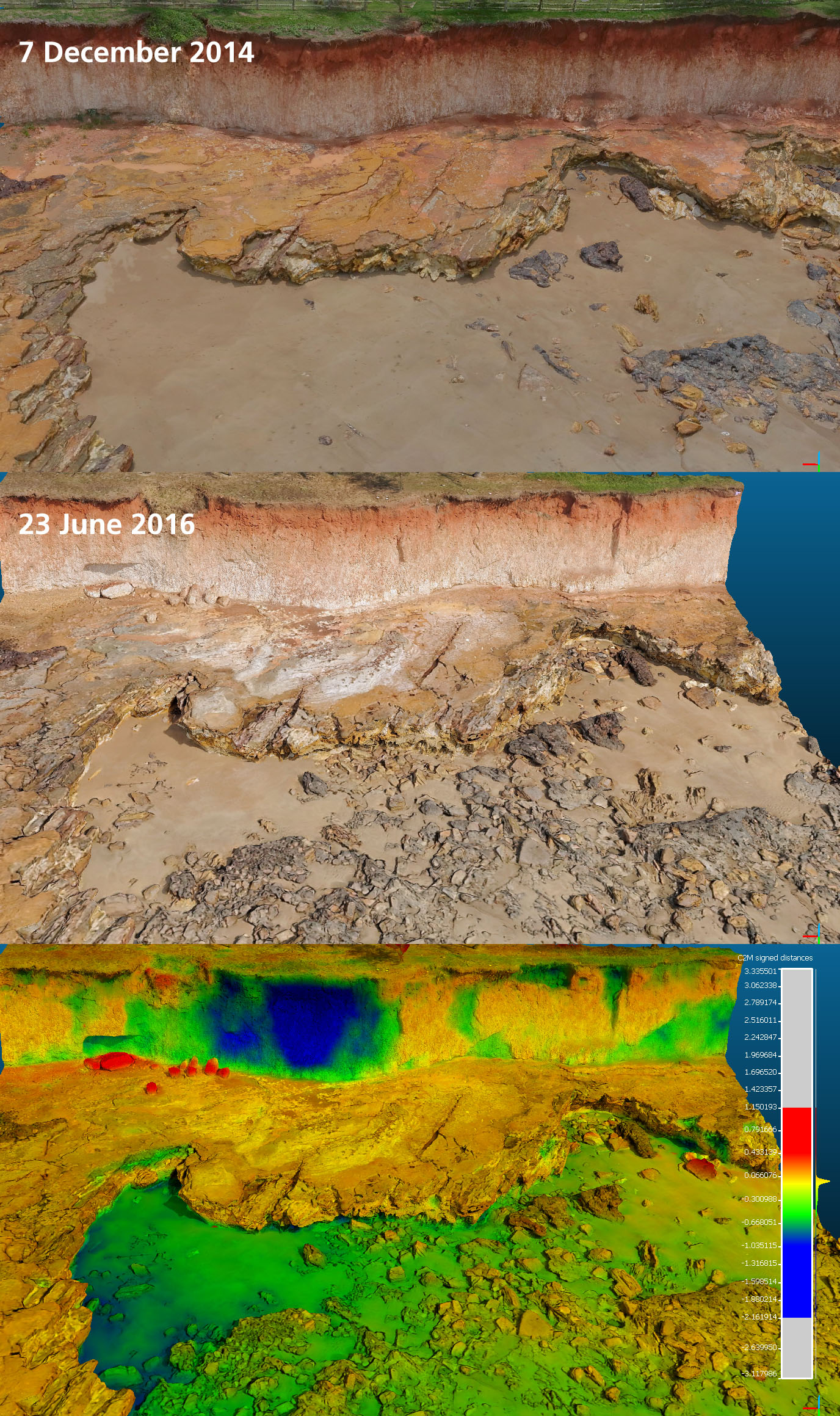
Érosion côtière de Nightcliff

La région de Nightcliff est généralement associée à sa banlieue sœur, Rapid Creek, et aux banlieues nord adjacentes de Millner et Coconut Grove. Nightcliff est sans doute devenue l’une des banlieues les plus populaires de Darwin, car elle est principalement située directement sur la frange côtière. Beaucoup de développement a été réalisé sur la route côtière, Casuarina Drive.
Plusieurs clubs sportifs bien connus et établis de longue date sont associés à la région de Nightcliff, y compris le Nightcliff Football Club et le Nightcliff Baseball Club.
Près de l’estran se trouve l’école primaire Nightcliff, l’une des plus anciennes écoles de Darwin. Nightcliff Middle School offre une éducation aux élèves de la 7e à la 9e année.

## Érosion côtière
Les falaises éponymes de Nightcliff sont activement érodées par la mer, et au cours de la période 2014-2016 on a enregistré un recul des falaises d’environ 2 m ou plus. Des zones de Nightcliff ont été consolidées à l’aide de rochers de béton pour former une digue.